# Sociedade Federal da Comunidade Britânica
A Sociedade Federal da Comunidade Britânica (Federal Commonwealth Society) (FCS) é uma organização pouco conhecida, que utiliza principalmente a internet para promover a sua ideologia. Não são conhecidos os principais mentores da organização que é, de resto, pouco conhecida por movimentos políticos partidários e pelos governos dos países que pretende influenciar. As suas motivações políticas principais são uma maior integração política, econômica, social e cultural entre países da Comunidade Britânica, especialmente o núcleo de Canadá, Austrália, Nova Zelândia e o Reino Unido, conjunto conhecido pela sigla CANZUK. O seu objetivo final é o estabelecimento de uma federação desses quatro países, talvez junto com outros.
O FCS afirma não ser motivada por um pensamento racista ou imperialista: ela reconhece e tem orgulho da natureza multiétnica dos países da Comunidade Britânica e não procura recriar um Império Britânico, e sim restabelecer entre os seus membros a unidade que se perdeu nas décadas depois da Segunda Guerra Mundial.
É prevista uma estrutura envolvendo as províncias do Canadá, os estados da Austrália, os países membros do Reino Unido (Inglaterra, Escócia, País de Gales e Irlanda do Norte) e a Nova Zelândia como unidades constituintes da nova federação. Diferente dos países da Comunidade de Países de Língua Portuguesa (CPLP), os membros de CANZUK já tem a mesma soberana e as suas estruturas legais e governamentais são essencialmente as mesmas.